# Illinois Central Railroad
La Illinois Central Railroad (marchio IC), a volte chiamata Main Line of Mid-America, era una ferrovia statunitense che operava nella parte centrale del paese, con le sue rotte principali che collegavano Chicago, Illinois con New Orleans, Louisiana e Mobile, Alabama. Una linea collegava anche Chicago con Sioux City, Iowa (1870). C'era un ramo significativo a Omaha, Nebraska (1899), a ovest di Fort Dodge, Iowa, e un altro ramo che raggiungeva Sioux Falls, Dakota del Sud (1877), a partire da Cherokee, Iowa. Il ramo di Sioux Falls è stato abbandonato nella sua interezza.
La Canadian National Railway ha acquisito il controllo della IC nel 1998.

## Storia
La IC è una delle prime ferrovie di classe I negli Stati Uniti. Le sue radici risalgono a tentativi falliti da parte dell'Assemblea generale dell'Illinois di istituire una ferrovia che collega le parti settentrionale e meridionale dello stato dell'Illinois. Nel 1850 il presidente degli Stati Uniti Millard Fillmore firmò una concessione terriera per la costruzione della ferrovia, rendendo la Illinois Central la prima ferrovia ad utilizzare concessioni terriere negli Stati Uniti.
La Illinois Central fu istituita dall'Assemblea generale dell'Illinois il 10 febbraio 1851. Il senatore Stephen Douglas e in seguito il presidente Abraham Lincoln erano entrambi uomini della Illinois Central che facevano pressioni per questo. Douglas possedeva la terra vicino al terminal di Chicago. Lincoln era un avvocato per la ferrovia. Al suo completamento nel 1856, la IC era la ferrovia più lunga del mondo. La sua linea principale andava da Cairo, Illinois all'estremità meridionale dello stato, a Galena, nell'angolo nord-occidentale. Un ramo andava da Centralia, (intitolata così a causa della ferrovia) alla città in rapida crescita di Chicago. A Chicago i suoi binari sono stati costruiti lungo la riva del lago Michigan e su una strada rialzata al largo della città, ma la terrapieno e la deposizione naturale hanno spostato la costa odierna a est.
Nel 1867 la Illinois Central estese la sua rotta verso l'Iowa, e durante gli anni 1870 e 1880 la IC acquisì ed espanse ferrovie nel sud degli Stati Uniti. Le linee della IC attraversavano lo Stato del Mississippi e si spingevano fino a New Orleans, Louisiana a sud e a Louisville, Kentucky a est. Nel 1880, le linee del nord furono costruite a Dodgeville, Wisconsin, Sioux Falls, Dakota del Sud e Omaha, Nebraska. L'ulteriore espansione continuò all'inizio del XX secolo.
La Illinois Central e le altre "linee Harriman" di proprietà di E.H. Harriman fu il bersaglio dello sciopero dei negozi della Illinois Central del 1911. Sebbene segnata da violenze e sabotaggi nel sud, nel Midwest e negli stati occidentali, lo sciopero fu effettivamente terminato in pochi mesi. Le ferrovie assumevano semplicemente rimpiazzi e resistevano a una diminuzione della pressione sindacale. Lo sciopero fu infine cancellato nel 1915.

### Illinois Central Gulf Railroad (1972-1988)
Il 10 agosto 1972, la Illinois Central Railroad si fuse con la Gulf, Mobile and Ohio Railroad per formare la Illinois Central Gulf Railroad (marchio ICG). Il 30 ottobre di quell'anno si verificò l'incidente ferroviario dei pendolari dell'Illinois, la più mortale della società.
Alla fine del 1980, la ICG gestiva 8.366 miglia di ferrovia su 13.532 miglia di binari; quell'anno riportava 33,276 milioni di tonnellate di merci da trasporto e 323 milioni di miglia passeggeri. Più tardi, nel decennio successivo, la ferrovia si staccò dalla maggior parte delle sue linee est-ovest e da molte delle sue linee nord-sud ridondanti, inclusa gran parte dell'ex GM&O. La maggior parte di queste linee sono state acquistate da altre ferrovie, comprese ferrovie del tutto nuove come la Chicago, Missouri and Western Railway, la Paducah and Louisville Railway, la Chicago Central and Pacific Railroad e la MidSouth Rail Corporation.
Nel 1988 l'allora società madre IC Industries, che era stata fondata sulla ferrovia, scinde i suoi rimanenti beni ferroviari e cambia il suo nome in Whitman Corporation (che divenne PepsiAmericas nel 2000 e fu acquisita a titolo definitivo da PepsiCo nel 2010). Il 29 febbraio 1988, la ICG appena separata lasciò cadere "Gulf" dal suo nome e venne di nuovo chiamata Illinois Central Railroad.

### Canadian National Railway (1998-oggi)
L'11 febbraio 1998 la IC è stata acquistata per circa 2,4 miliardi di dollari in contanti e azioni dalla Canadian National Railway (CN). L'integrazione delle operazioni è iniziata il 1º luglio 1999.